# Thomas Irwin (homme politique canadien)
Pour les articles homonymes, voir Thomas Irwin et Irwin.
Thomas James Irwin (21 juin 1889-15 mai 1962) est un homme politique canadien de la Colombie-Britannique. Il est député fédéral créditiste de la circonscription britanno-colombienne de Burnaby—Richmond de 1957 à 1958.
Il est aussi député provincial créditiste de la circonscription britanno-colombienne de Delta de 1952 jusqu'à sa démission en 1957 afin de se présenter sur la scène fédérale. Il est président de l'Assemblée législative de la Colombie-Britannique de 1953 à sa démission.

## Biographie
Né à Dumbarton en Écosse, Irwin arrive au Canada en 1905 à l'âge de 16 ans. Après avoir travailler sur des fermes et brièvement dans un camp de bucherons, il se rend dans l'ouest dans la région de Broadview en Saskatchewan. 
Persuadé par son père de revenir en Écosse pour une ferme qu'il venait d'acquérir à Craigendmuir près de Glasgow, l'installation se développe jusqu'à avoir 3 000 porcs de races Yorkshire, Tamworth et Berkshire. Cependant, un désaccord entre le père et le fils sur les méthodes de contrôle de la peste porcine persuade Irwin de retourner au Canada en s'installant dans une ferme à l'est d'Edmonton.
Participant à la Première Guerre mondiale, il est blessé par les gaz moutarde lors de la bataille de la crête de Vimy en 1915. 
Désirant toujours travailler dans le monde agricole, sa candidature n'est pas retenue par la Soldiers’ Settlement Board en raison de son invalidité de guerre. En 1928, il travaille pour la Westbank Co-operative Live Stock Producers à Trochu en Alberta. Néanmoins, son état de santé le force à s'installer sur la côte ouest.
En 1938, il retourne en Europe et, coincé sur place en raison du déclenchement de la Seconde Guerre mondiale, il travaille comme gestionnaire dans une entreprise de fournitures d'ingénierie.
Revenu au Canada en 1946, il travaille avec son gendre afin d'établir une entreprise d'importation de machineries britanniques à Toronto. S'installant définitivement à White Rock en Colombie-Britannique, il participe à plusieurs organisations municipales, activités caritatives et créditistes.
Irwin meurt en mai 1962 à l'âge de 72 ans.